# Wanderers Football Club
El Wanderers Football Club es un club de fútbol de aficionados en Battersea, Wandsworth, Gran Londres.  Fue uno de los principales clubes de fútbol en Inglaterra en los años 1860 y 1870. Es reconocido por haber ganado en 1872 la primera final de la Copa FA, torneo que además ganó otras cuatro veces durante el resto de la década de 1870. Desapareció en 1946 y fue refundado en 2009.

## Historia
Inicialmente constituido como Forest Football Club (que no debe confundirse con el Nottingham Forest) en 1859 y con sede en Leytonstone, Londres, que fueron unos de los fundadores de la Asociación de Fútbol en 1863. Se adoptó el título de Wanderers, un año más tarde, después de "vagabundear" a través de Londres a Battersea Park. El equipo consistía principalmente en ex escolares públicos, y fue capitaneado por Charles Alcock, quien también fue presidente de la FA desde 1870 a 1895 y el precursor inicial de la FA Cup. Otros miembros incluyen A G Guillemard, el "padre" de la Rugby Football Union.
Su principal logro fue ganar por primera vez una final de la Copa FA, que se celebró en el Kennington Oval, Londres, el 16 de marzo de 1872. Ellos le ganan a los Royal Engineers 1-0, el gol fue marcado por Morton Betts, bajo el seudónimo AH Chequer. En las primeras ediciones ganó la copa cinco veces en sus primeras siete temporadas, entre 1872 y 1878, e incluso en el 2007 el club seguía siendo el octavo en la lista de ganadores de todos los tiempos de la FA Cup, en 2015 se encuentra en la 12.ª posición de esa lista. Aunque el Wanderers nunca tuvo un hogar permanente (como su nombre indica), se sabe que jugaron en Lillie Bridge y Battersea Park.
El club fue disuelto en 1883, momento en que las distintas escuelas habían creado sus propios clubes (como Old Etonians y Old Carthusians). El Corinthian FC, estaba compuesto por aficionados y ex escolares públicos, se fundó en 1882 y se puede considerar en cierto modo como el sucesor espiritual de Wanderers, a pesar de que se negaron a participar en el fútbol de competición y en la Copa FA, a diferencia de los de Wanderers.
El club fue refundado en 2009 con el objetivo de jugar partidos benéficos, entró en ese año a formar parte de la Surrey South Eastern Combination Junior Division Four (16.ª categoría del fútbol inglés y última de South Eastern Combination), en 2013 ascendió a la South Eastern Combination Junior Division Three, en 2014 a la South Eastern Combination Junior Division Two, en 2015 ascendió a la South Eastern Combination Junior Division One, en 2018 descendió de vuelta a la Junior Division Two, pero volvería un año después a la Junior Division One. En 2021 ascendió a South Eastern Combination Intermediate Division Two, aunque volviendo a la Junior Division Two un año más tarde.

## Palmarés
- FA Cup (5) : 1871-72, 1872-73, 1875-76, 1876-77, 1877-78

## Jugadores internacionales
Un total de 15 jugadores han sido internacionales con Inglaterra:
- C. W. Alcock (1 cap)
- Francis Birley (1 cap)
- Alexander Bonsor (2 caps)
- Frederick Green (1 cap)
- Francis Heron (1 cap)
- Hubert Heron (3 caps)
- Leonard Howell (1 cap)
- William Kenyon-Slaney (1 cap)
- Robert Kingsford (1 cap)
- William Lindsay (1 cap)
- Alfred Stratford (1 cap)
- Henry Wace (3 caps)
- Reginald de Courtenay Welch (1 cap)
- Charles Wollaston (4 caps)
- John Wylie (1 cap)
- Hamilton Felipe (1 cap)

- Datos: Q841201
- Multimedia: Wanderers F.C. / Q841201